# Бочановка (Полтавский район)

Бочановка (укр. Бочанівка) — село,
Ковалевский сельский совет,
Полтавский район,
Полтавская область,
Украина.
Код КОАТУУ — 5324081903. Население по переписи 2001 года составляло 264 человека.

## Географическое положение
Село Бочановка находится на левом берегу реки Свинковка, которая через 2 км впадает в реку Коломак, 
выше по течению примыкает село Новосёловка,
ниже по течению на расстоянии в 1 км на берегу реки Коломак расположено село Ковалевка,
на противоположном берегу — село Пасковка.
Рядом проходит железная дорога, станция Свинковка в 1-м км.